# آماندا داناهو
آماندا داناهو (انگلیسی: Amanda Donohoe؛ زادهٔ ۲۹ ژوئن ۱۹۶۲) هنرپیشه اهل انگلستان است. وی از سال ۱۹۸۴ میلادی تاکنون مشغول فعالیت بوده‌است.

## گزیدهٔ نقش‌آفرینی‌ها
از فیلم‌ها یا برنامه‌های تلویزیونی که وی در آن نقش داشته‌است می‌توان به آثار زیر اشاره کرد.
- لانه کرم سفید (۱۹۸۸)
- ترفند، طرح‌ریزی، رویارویی (۱۹۸۸)
- رنگین‌کمان (فیلم ۱۹۸۹) (۱۹۸۹)
- جنون شاه جرج (۱۹۹۴)
- دروغگو دروغگو (۱۹۹۷)
- رابطه یک‌شبه (فیلم ۱۹۹۷) (۱۹۹۷)
- سیرک (فیلم ۲۰۰۰) (۲۰۰۰)
- فریژر (۱۹۹۳)
- در آغاز (۲۰۰۰)
- ایگوانای آبی (۲۰۱۸)